# Ramphocelus melanogaster
La tángara del Huallaga, tangara de vientre negro o sangre de toro de vientre negro (Ramphocelus melanogaster) es una especie de ave paseriforme de la familia Thraupidae, perteneciente al  género Ramphocelus. Es endémica de Perú.

## Distribución y hábitat
Se distribuye en la cuenca del río Huallaga del noreste y centro este de Perú, principalmente en el sur de Amazonas, San Martín y Huánuco, hacia el sur hasta Junín.
Esta especie es considerada bastante común en sus hábitats naturales: las clareras arbustivas, borde de bosques y jardines, principalmente entre los 500 y 2000 m de altitud.

## Descripción
Mide entre 16 y 18 cm de longitud. La cabeza la nuca y el dorso son de color marrón rojizo aterciopelado oscuro que se hace pálido en la garganta y el pecho. El macho se distingue porque presenta los flancos y la grupa de color rojo carmesí brillante, en el vientre con rayas negras. Las alas y la cola son negras.

## Sistemática

### Descripción original
La especie R. melanogaster fue descrita por primera vez por el ornitólogo británico William Swainson en 1838 bajo el nombre científico Rhamphopis melanogaster; su localidad tipo es: «Moyobamba, San Martín, Perú».

### Etimología
El nombre genérico masculino «Ramphocelus» se compone de las palabras del griego «rhamphos»: pico, y «koilos»: cóncavo; significando «de pico cóncavo»;   y el nombre de la especie «melanogaster», se compone de las palabras del griego «melas»: negro  y «gastēr»: vientre.

### Taxonomía
Los amplios estudios filogenéticos recientes de Burns et al. (2014) demuestran que la presente especie es hermana de Ramphocelus carbo.

### Subespecies
Según las clasificaciones del Congreso Ornitológico Internacional (IOC) y Clements Checklist/eBird v.2019 se reconocen dos subespecies, con su correspondiente distribución geográfica:
- Ramphocelus melanogaster melanogaster (Swainson), 1838 – tierras altas del norte de Perú, en San Martín.
- Ramphocelus melanogaster transitus J.T. Zimmer, 1929 – centro oriental de Perú, en el alto valle del Huallaga, en Huánuco y San Martín.